# Jürgen Schmid (Fußballspieler)
Jürgen Schmid (* 11. Februar 1982 in Parsberg) ist ein deutscher Fußballtrainer und ehemaliger Fußballspieler.

## Karriere

### Vereine
Mit dem Fußballspielen begann Schmid beim SV Breitenbrunn, setzte es beim TV Parsberg, der SG Post Süd Regensburg und in der Jugendabteilung des FC Bayern München fort. Bereits in seinem letzten Jahr in der U19 spielte er einmal für die U23 in der Regionalliga Süd, in die er danach dauerhaft wechselte, ohne sich durchsetzen zu können. Deshalb wechselte er nach einem Jahr in die Bayernliga zum 1. SC Feucht, mit dem er gleich im ersten Jahr wieder in die Regionalliga Süd zurückkehrte. Nach zwei Jahren hatte er sich als Stürmer etabliert und mit zehn Toren in 31 Spielen auch andere Vereine auf sich aufmerksam gemacht.
2005 wechselte er zum Ligakonkurrenten SSV Jahn Regensburg. Nach dem Abstieg aus der Regionalliga Süd 2006 blieb er dem Jahn treu und war im Jahr darauf einer der Aufstiegsgaranten des SSV mit 13 Toren in 24 Punktspielen. Zurück in der Regionalliga spielte er in der Saison 2007/08 eine gute Hinrunde. In der Winterpause wechselte er jedoch zum SV Sandhausen. Am Saisonende qualifizierte sich der Verein für die neue eingleisige 3. Liga, aber obwohl Schmid innerhalb des Kalenderjahres 2008 zu 26 Punktspielen für die Sandhauser kam, vermochte er sich dort nicht durchzusetzen und so kehrte er nach nur einem Jahr in der Winterpause wieder zurück zum ebenfalls für die 3. Liga qualifizierten SSV Jahn Regensburg.
Er spielte eine erfolgreiche Rückrunde mit fünf Toren in 16 Punktspielen und war in der Saison 2009/10 Stammstürmer beim Jahn. Allerdings erzielte er nur zwei Tore und so wurden unter anderem Tobias Schweinsteiger und Michael Klauß als Verstärkung verpflichtet, die ihm den Platz streitig machten. In den folgenden zwei Spielzeiten kam er deshalb nur noch auf jeweils 16 Saisonspiele. 2012 beendete der Verein die Saison auf Platz 3 und schaffte über zwei Relegationsspiele gegen den Karlsruher SC, in denen er nicht zum Einsatz kam, den Aufstieg in die 2. Bundesliga.

### Nationalmannschaft
Schmid nahm an der vom 10. bis 27. November 1999 in Neuseeland ausgetragenen U-17-Weltmeisterschaft teil und bestritt zwei Gruppenspiele gegen die Auswahlen Malis und Brasiliens. Als Gruppendritter, nach zwei torlosen Unentschieden und der 1:2-Niederlage gegen die Auswahl Australiens schied er mit der U17-Nationalmannschaft aus dem Turnier aus.

## Privatleben
Schmid wuchs im Breitenbrunner Ortsteil Matzlsberg auf und betreibt dort mit seinem Bruder Stefan und Vater Heinrich einen Milchviehbetreib, der durch die Unser Land Reihe Stallgeschichten bayernweit bekannt wurde.

## Erfolge
- Meister der Bayernliga 2003 und Aufstieg in die Regionalliga Süd (mit dem 1. FC Feucht)
- Meister der Bayernliga 2007 und Aufstieg in die Regionalliga Süd (mit dem SSV Jahn Regensburg)
- Aufstieg in die 2. Bundesliga 2012 (mit dem SSV Jahn Regensburg)

## Sonstiges
Nach dem Aufstieg beendete er seine aktive Karriere und wurde Trainer bei seinem Jugendverein SV Breitenbrunn.